# Grumman AF Guardian
|}
Grumman AF Guardian je bilo ameriško palubno protipodmorniško letalo iz 1940ih. Guardian velja za največje enomotorno batnognano palubno letalo. Letala so po navadi delovala v parih, eno je bilo opremljeno s senzorji, drugo pa z orožjem. Guardian je imel sorazmerno kratko dobo uporabe 1950-1955, nadomestil ga je dvomotorni Grumman S-2 Tracker. 

## Specifikacije (AF-2S Guardian)
Podatki iz United States Navy Aircraft since 1911.;  Swanborough and Bowers 1976, p. 228.
Splošne karakteristike
- Posadka: 3 (4 v različici AF-2W )
- Dolžina: 43 ft 4 in (13,21 m)
- Razpon kril: 60 ft 8 in (18,49 m)
- Višina: 16 ft 2 in (5,08 m)
- Površina kril: 560 ft² (52,03 m²)
- Teža praznega letala: 14580 lb (6613 kg)
- Maks. vzletna teža: 22640 lb (10270 kg)
- Pogon letala: 1 ×  radialni motor Pratt & Whitney R-2800-48W "Double Wasp", 2400 KM (1790 kW)

 Zmogljivost 
- Doseg: 1500 milj (1304 nmi, 2415 km)
- Višina leta: 15000 ft (4600 m)
- Hitrost vzpenjanja: 1850 ft/min (9,4 m/s)

Oborožitev

- Rakete: 6× 5 in (127 mm) HVAR rakete
- Bombe: Do 1814 kg bomb, torpedov ali globinskih bomb